# Чемпионат России по академической гребле 2016
Чемпионат России по академической гребле 2016 года прошёл на гребном канале «Крылатское» в Москве с 11 по 14 июня. Он также стал отборочным этапом для окончательного утверждения состава национальной сборной России на Олимпийских играх в Рио-де-Жанейро и чемпионате мира в Роттердаме.

## Призёры

### Мужчины
| Дисциплина                        | Золото | Золото   | Серебро | Серебро  | Бронза | Бронза   |
| --------------------------------- | --- | -------- | --- | -------- | --- | -------- |
| Одиночки                          | Андрей Потапкин | 7.32,344 | Юрий Щелоков | 7.40,744 | Павел Сорин | 7.52,021 |
| Одиночки, лёгкий вес              | Юрий Пешков | 7.27,408 | Александр Туфанюк | 7.34,611 | Ростислав Фролов | 7.40,247 |
| Двойки без рулевого               | Роман Ломачев Григорий Щулепов | 7.04,756 | Лев Гриценко Антон Заруцкий | 7.06,608 | Евгений Дырдин Александр Савкин | 7.09,088 |
| Двойки парные                     | Василий Степанов Илья Кондратьев | 6.53,661 | Иван Усцелемов Дмитрий Хмыльнин | 6.54,709 | Николай Пименов Александр Вязовкин | 6.59,719 |
| Двойки с рулевым                  | Александр Стромкин Дмитрий Демчук Евгений Сологуб-Антонов                                                                                            | 7.37,778 | Антон Шерстоперстов Алексей Рыжиков Владислав Бризжатый                                                                                    | 7.48,176 | Иван Кечкин Михаил Изотов Олег Алекберов | 7.53,395 |
| Двойки без рулевого, лёгкий вес   | Алексей Кияшко Сергей Черепков | 7.00,591 | Евгений Ободовский Сергей Григорян | 7.10,063 | Евгения Леонтьев Алексей Сурский | 7.14,808 |
| Двойки парные, лёгкий вес         | Назар Лифшиц Антон Куранов | 7.24,426 | Юрий Леснов Николай Болозин | 7.28,888 | Иван Кудрявцев Михаил Уфимцев | 7.29,029 |
| Четвёрки без рулевого             | Антон Заруцкий Дмитрий Кузнецов Иван Баландин Александр Кулеш                                                                                        | 6.43,960 | Роман Ломачев Дмитрий Демчук Александр Стромкин Григорий Щулепов                                                                           | 6.50,247 | Юрий Пшеничников Виктор Мисюткин Александр Савкин Евгений Дырдин                                                                            | 7.03,891 |
| Четвёрки парные                   | Никита Моргачёв Артём Косов Владислав Рябцев Сергей Федоровцев                                                                                       | 6.29,594 | Алексей Чеперев Денис Прибыл Дмитрий Хмыльнин Иван Усцелемов                                                                               | 6.39,630 | Константин Мокшин Евгений Каширин Максим Бабаджанов Семен Сурнов                                                                            | 6.42,830 |
| Четвёрки без рулевого, лёгкий вес | Максим Телицын Александр Богдашин Александр Чаукин Алексей Викулин                                                                                   | 7.02,929 | Евгений Ободовский Сергей Григорян Михаил Беликов Александр Боталов                                                                        | 7.08,112 | Алексей Кияшко Сергей Черепков Алексей Каскевич Евгений Иванов                                                                              | 7.12,370 |
| Четвёрки парные, лёгкий вес       | Назар Лившиц Антон Куранов Павел Гаранин Алексей Некрасов                                                                                            | 6.10,903 | Иван Кудрявцев Михаил Уфимцев Роман Яговкин Алексей Иванов                                                                                 | 6.15,722 | Василий Сташков Ильнар Самигуллин Кирилл Блиновских Рустам Хабибуллин                                                                       | 6.16,701 |
| Восьмёрки с рулевым               | Максим Голубев Денис Клешнев Вячеслав Михайлевский Георгий Ефременко Иван Подшивалов Александр Корнилов Семен Яганов Даниил Андриенко Павел Сафонкин | 6.13,696 | Григорий Крылов Илья Иванов Данила Баранов Михаил Арешкович Дмитрий Козлов Даниил Жданов Данила Соколов Владислав Копычко Евгений Терехов  | 6.24,241 | Павел Подольский Ростислав Дрожжачих Лев Гриценко Евгений Сальманович Александр Страдаев Илья Костылев Павел Руднев Иван Гусев Михаил Усков | 6.26,094 |
| Восьмёрки с рулевым, лёгкий вес   | Алексей Кияшко Сергей Черепков Алексей Каскевич Евгений Иванов Дмитрий Полуэктов Артем Ульянов Глеб Земляникин Александр Белозёров Иван Поливкин     | 6.10,898 | Андрей Дубровин Иляь Климов Даниил Колчин Владислав Алешкин Николай Ляшенко Александр Малышев Артём Уранов Александр Чекин Никита Журавлев | 6.13,749 | |          |

### Женщины
| Дисциплина                  | Золото | Золото   | Серебро | Серебро  | Бронза | Бронза   |
| --------------------------- | --- | -------- | --- | -------- | --- | -------- |
| Одиночки                    | Юлия Левина Краснодарский край | 7.58,403 | Екатерина Курочкина Челябинская область Санкт-Петербург | 8.05,444 | Анна Подорожняк Москва | 8.19,067 |
| Одиночки, лёгкий вес        | Анастасия Янина Москва | 7.59,175 | Анастасия Лебедева Москва | 8.03,191 | Наталья Варфоломеева Новгородская область | 8.14,953 |
| Двойки без рулевой          | Екатерина Потапова Санкт-Петербург Мария Красильникова Ростовская область                                                                                     | 7.33,974 | Анна Карпова Москва Екатерина Севостьянова Липецкая область | 7.37,648 | Юлия Калиновская Астраханская область Юлия Иноземцева Саратовская область                                                                         | 7.38,310 |
| Двойки парные               | Юлия Волгина Санкт-Петербург Екатерина Питиримова Московская область                                                                                          | 7.27,098 | Зарина Михайлова Калужская область Мария Поцевич Калужская область                                                                                              | 7.35,807 | Мария Кубышкина Тверская область Анастасия Шершнева Санкт-Петербург                                                                               | 7.40,043 |
| Двойки парные, лёгкий вес   | Алёна Шатагина Калужская область Анастасия Янина Москва | 8.09,969 | Анастасия Лебедева Москва Анастасия Жукова Москва | 8.19,580 | Зарина Михайлова Калужская область Мария Поцевич Калужская область                                                                                | 8.36,189 |
| Четвёрки без рулевой        | Ольга Халалеева Василиса Степанова Александра Смирнова Лиана Горгодзе                                                                                         | 7.15,541 | Дарья Азизова Светлана Хомяченкова Елизавета Тиханова Полина Мухорчева                                                                                          | 7.23,011 | Елена Алексеева Елена Шлыкова Ольга Романова Елизавета Шашкина                                                                                    | 8.34,109 |
| Четвёрки парные             | Екатерина Курочкина Мария Анциферова Ольга Халалеева Василиса Степанова                                                                                       | 7.19,695 | Елена Сенюкова Алина Лелявина Александра Смирнова Анна Блиновских                                                                                               | 7.30,985 | Мария Кубышкина Анастасия Шершнева Анастасия Гришанова Регина Куранова                                                                            | 7.38,307 |
| Четвёрки парные, лёгкий вес | Елена Сенюкова Алина Лелявина Алина Завитневич Полина Смоленская                                                                                              | 7.12,377 | Наталья Демьяненко Елизавета Крылова Марианна Трусова Елизавета Панькова                                                                                        | 7.20,279 | Анастасия Щербина Александра Агафонова Карина Муллер Валерия Мартынюк                                                                             | 7.45,241 |
| Восьмёрки с рулевой         | Юлия Попова Анастасия Тиханова Елена Орябинская Екатерина Потапова Анастасия Карабельщикова Александра Федорова Елена Лебедева Алевтина Савкина Ксения Ямаева | 6.45,645 | Валентина Плаксина Екатерина Севостьянова Анна Карпова Анна Аксёнова Елизавета Корниенко Ольга Нестеренко Екатерина Козленко Яна Толстокорова Екатерина Копаева | 7.02,540 | Елизавета Ковина Валерия Дематьева Лиана Горгодзе Олеся Захарова Ксения Якимцова Елена Мозгунова Екатерина Глазкова Юлия Белоконь Люсьена Шмалько | 7.22,694 |